# Gouvernement Gentiloni
République italienne
Renzi Conte I
Le gouvernement Gentiloni (en italien : Governo Gentiloni) est le gouvernement de la République italienne entre 14 décembre 2016 et le 1er juin 2018, durant la dix-septième législature du Parlement. Il est constitué après la démission du précédent gouvernement, à la suite de la victoire massive du « non » au référendum constitutionnel du 4 décembre 2016. Il s'agit du premier exécutif nommé sous la présidence de Sergio Mattarella.

## Historique

### Formation du gouvernement
Ce gouvernement, dirigé par l'ancien ministre démocrate des Affaires étrangères Paolo Gentiloni, a été constitué après la démission de l'exécutif dirigé par Matteo Renzi, démissionnaire après la victoire massive des partisans du « non » au référendum constitutionnel du 4 décembre 2016.
Ce référendum visait à réduire considérablement les pouvoirs et le nombre de membres du Sénat, la suppression du Conseil national de l'Économie et du Travail (CNEL) et des provinces. Ces propositions sont massivement rejetées par le corps électoral ayant pris part au vote à l'occasion du référendum, par 59,1 % des électeurs contre seulement 40,8 % des voix pour les partisans du « oui ». Ce rejet massif de la réforme constitutionnelle a pour conséquence la démission du président du Conseil Matteo Renzi, principal artisan de cette réforme avortée, alors que celle-ci entame la première crise politique ouverte du septennat du président Sergio Mattarella, élu avec l'appui de Renzi et de ses alliés en 2015.
Le 7 décembre suivant, après l'adoption du projet de loi de finances par le Sénat, Matteo Renzi monte au Quirinal pour présenter la démission de son exécutif au président Mattarella, qui entame une série de consultations inaugurée par la réception des présidents des chambres, Laura Boldrini et Pietro Grasso, et de l'ancien président Giorgio Napolitano, lui-même confronté à plusieurs crises politiques au cours de ses deux mandats présidentiels, entre 2006 et 2015.
Alors que les partis dits « populistes » comme la Ligue du Nord ou le Mouvement 5 étoiles réclament au chef de l'État la convocation d'élections anticipées, ce à quoi celui-ci est réellement opposé, le Parti démocrate, dirigé par Renzi, suggère au président de la République la formation d'un gouvernement d'union nationale chargé de préparer une nouvelle loi électorale avant que ne soit prononcée la dissolution du Parlement. Les noms du président du Sénat, Pietro Grasso, et du ministre de l'Économie et des Finances, Pier Carlo Padoan, sont alors avancés pour la présidence d'un tel exécutif. 
Le 11 décembre 2016, le président de la République convoque au palais du Quirinal le ministre sortant des Affaires étrangères Paolo Gentiloni pour lui confier la mission de former un gouvernement, ce que celui-ci dit accepter « avec réserve », expliquant devant la presse, après un entretien avec le chef de l'État, que ce nouveau gouvernement devra d'abord s'atteler à la rédaction d'une nouvelle loi électorale. Au moment de l'investiture du gouvernement, deux systèmes coexistent : l'Italicum pour la Chambre des députés (pensé uniquement en lien avec la réforme constitutionnelle avortée) et le Consultellum pour le Sénat (issu de l'annulation partielle du Porcellum par la Cour constitutionnelle).

## Composition

### Initiale
- Les nouveaux ministres sont indiqués en gras, ceux ayant changé d'attributions en italique.

| Fonction                                                                                       | Titulaire | Titulaire                                                        | Parti |
| ---------------------------------------------------------------------------------------------- | --------- | ---------------------------------------------------------------- | ----- |
| Président du Conseil des ministres                                                             |           | Paolo Gentiloni                                                  | PD    |
| Secrétaire d'État à la présidence du Conseil des ministres Secrétaire du Conseil des ministres |           | Maria Elena Boschi                                               | PD    |
| Ministres sans portefeuille                                                                    |           |                                                                  |       |
| Ministre pour les Relations avec le Parlement                                                  |           | Anna Finocchiaro                                                 | PD    |
| Ministre pour la Simplification et l'Administration publique                                   |           | Marianna Madia                                                   | PD    |
| Ministre pour les Affaires régionales                                                          |           | Enrico Costa (jusqu'au 19/07/2017)                               | AP    |
| Ministre pour la Cohésion territoriale et le Mezzogiorno                                       |           | Claudio De Vincenti                                              | PD    |
| Ministre pour les Sports                                                                       |           | Luca Lotti                                                       | PD    |
| Ministres                                                                                      |           |                                                                  |       |
| Ministre des Affaires étrangères et de la Coopération internationale                           |           | Angelino Alfano                                                  | AP    |
| Ministre de l'Intérieur                                                                        |           | Marco Minniti                                                    | PD    |
| Ministre de la Justice                                                                         |           | Andrea Orlando                                                   | PD    |
| Ministre de la Défense                                                                         |           | Roberta Pinotti                                                  | PD    |
| Ministre de l'Économie et des Finances                                                         |           | Pier Carlo Padoan                                                | Sans  |
| Ministre du Développement économique                                                           |           | Carlo Calenda                                                    | Sans  |
| Ministre des Infrastructures et des Transports                                                 |           | Graziano Delrio                                                  | PD    |
| Ministre des Politiques agricoles, alimentaires et forestières                                 |           | Maurizio Martina (jusqu'au 13/03/2018) Paolo Gentiloni (intérim) | PD    |
| Ministre de l'Environnement, de la Protection du territoire et de la Mer                       |           | Gian Luca Galletti                                               | CpE   |
| Ministre du Travail et des Politiques sociales                                                 |           | Giuliano Poletti                                                 | Sans  |
| Ministre de l'Éducation, de l'Enseignement supérieur et de la Recherche                        |           | Valeria Fedeli                                                   | PD    |
| Ministre des Biens et des Activités culturels et du Tourisme                                   |           | Dario Franceschini                                               | PD    |
| Ministre de la Santé                                                                           |           | Beatrice Lorenzin                                                | AP    |

### Vice-ministres et secrétaires d'État
Le 29 décembre 2016 sont nommés les 41 nouveaux secrétaires d'État, sans grand changement par rapport au gouvernement Renzi, à part le départ de Enrico Zanetti et le changement de portefeuille entre De Filippo et Faraone qui échangent leurs fonctions.
- Présidence du Conseil des ministres
  - Maria Teresa Amici
  - Gianclaudio Bressa
  - Sandro Gozi
  - Luciano Pizzetti
  - Angelo Rughetti
  - Maria Elena Boschi
- Ministère des Affaires étrangères et de la Coopération internationale
  - Vincenzo Amendola
  - Benedetto Della Vedova
  - Mario Giro
- Ministère de l'Intérieur
  - Gianpiero Bocci
  - Filippo Bubbico
  - Domenico Manzione
- Ministère de la Justice
  - Federica Chiavaroli
  - Cosimo Maria Ferri
  - Gennaro Migliore
- Ministère de la Défense
  - Gioacchino Alfano
  - Domenico Rossi
- Ministère de l'Économie et des Finances
  - Pier Paolo Baretta
  - Luigi Casero
  - Paola De Micheli
  - Enrico Morando
- Ministère du Développement économique
  - Teresa Bellanova
  - Antonio Gentile
  - Antonello Giacomelli
  - Ivan Scalfarotto
- Ministère des Politiques agricoles, alimentaires et forestières
  - Giuseppe Castiglione
  - Andrea Olivero
- Ministère de l'Environnement, de la Protection du territoire et de la Mer
  - Barbara Degani
  - Silvia Velo
- Ministère des Infrastructures et des Transports
  - Umberto Del Basso De Caro
  - Riccardo Nencini
  - Simona Vicari
- Ministère du Travail et des Politiques sociales
  - Franca Biondelli
  - Luigi Bobba
  - Massimo Cassano
- Ministère de l'Éducation, de l'Enseignement supérieur et de la Recherche
  - Vito De Filippo
  - Angela D’Onghia
  - Gabriele Toccafondi
- Ministère des Biens et Activités culturels et du Tourisme
  - Ilaria Borletti Buitoni
  - Antimo Cesaro
- Ministère de la Santé
  - Davide Faraone